# It Must Make Peace
It Must Make Peace es una película coproducida entre Malí y Canadá que se estrenó el 1 de septiembre de 2017 . Fue filmada en colores y dirigida por Paul R. Chandler en base a  su propio guion. Sus protagonistas fueron Afel Bocoum y Toumani Diabaté.

## Sinopsis
La investigación durante tres años sobre la música tradicional de Malí y, en especial acerca de las influencias del rap de estilo occidental y del Islam fundamentalista. Contiene muchas actuaciones, algunas de ellas realizadas especialmente para la película, acompañadas de los comentarios de músicos como Afel Bocoum y Toumani Diabate, quienes junto a otros artistas ilustran sobre el contexto cultural y sobre los varios modos de hacer música.

## Reparto
- Afel Bocoum
- Toumani Diabaté

## Críticas
Peter  Margasak en el sitio chicagoreader.com dijo:

”La música es atractiva y la película está hermosamente filmada pero Chandler  parece que no puede decidirse si quiere que su filme sea un documental etnográfico o una investigación sobre los efectos de la modernidad en la cultura oral y esa falta de una visión unificada deja su trabajo a la deriva.”

El sitio web intothegreatwideopen.nl escribió:

”… la música maliense cura, sana, celebra, refleja, alienta, une. Crea un momento de paz: las disputas se resuelven, las diferencias se olvidan….extensas actuaciones… entrevistas con músicos preocupados que temen que se pierda toda una cultura con la música antigua….músicos esperanzados, como la nueva generación de raperos, que combinan el género moderno con elementos tradicionales.

El Festival de Granada dijo en su sitio web sobre el filme:

"...documental que refleja la profunda pasión que los habitantes de Malí tienen por sus tradiciones musicales y el importante papel que tienen estas tradiciones como vínculo entre las diferentes comunidades.”

Georges Attino en el sitio web hamadar.com opinó:

”Es una película que usted debe ver a cualquier precio…bellas imágenes, buena música de…artistas apasionados aferrados a la tradición….Una cultura ancestral que juega un rol importante para vincular los pueblos, todos en la búsqueda de la unidad y la paz.